# Julián Ayesta
Julián Ayesta Prendes (Gijón, 14 de septiembre de 1919 - Somió, Gijón, 16 de junio de 1996) fue un escritor, dramaturgo y diplomático español, embajador de España en Yugoslavia desde 1984 a 1986.

## Biografía
Nacido en el seno de una conocida familia asturiana. Su padre, Julián Ayesta Manchola (1893-1942), fue un influyente abogado, político y periodista. 
Julián Ayesta Prendes se licenció en Derecho y en Filosofía y Letras, y en 1947 ingresó en la carrera diplomática. En este ámbito ocupó diversos cargos en distintas legaciones en Beirut, Bogotá, Ámsterdam, Viena y Yugoslavia, en la que fue embajador de España.
Escritor durante la posguerra, colaboró con las principales revistas literarias de la época, como Garcilaso, Acanto, Fantasía o Juventud.

## Obras
Fue autor de diversas obras de teatro, tales como Simplemente así (1943), El tímido Serafín (1943), La ciudad lejana (1944) y El fusilamiento de los zares (1961), entre otras.
Su obra más conocida es la novela breve Helena o el mar del verano (primera edición: Ínsula, 1952; reeditada luego por Ediciones Arión, 1958; Seix Barral, 1974; Sirmio, 1987; Planeta, 1996; y Acantilado, 2000, con numerosas reimpresiones posteriores), "un libro lleno de gracia y de frescura", según escribió José Luis Cano. La novela ha sido traducida al francés (1992), al alemán (2004), al griego (2005), al holandés (2006), al inglés (2008) y al italiano (2009).
Póstumamente se han publicado dos libros con textos suyos: Cuentos (Valencia, Pre-Textos, 2001) y Dibujos y poemas (Madrid, Trotta, 2003), en ediciones preparadas por Antonio Pau.
Una selección de sus relatos han sido recogidos en la Antología del cuento de postguerra, de Medardo Fraile (Madrid, 1994) y en la Antología de cuentistas españoles, de Francisco García Pavón (Madrid, 1984).
Su producción teatral ha sido compilada por Mª Ángeles Varela Olea en Obras de teatro. Piezas estrenadas, inéditas y prohibidas (Vigo, Academia del Hispanismo, 2019). 